# Acacioiassus evansi
Acacioiassus evansi är en insektsart som beskrevs av Metcalf 1966. Acacioiassus evansi ingår i släktet Acacioiassus och familjen dvärgstritar. Inga underarter finns listade i Catalogue of Life.